# Kaspichan
Kaspichan es una ciudad de Bulgaria situada en el municipio homónimo, en la provincia de Shumen. Tiene una población estimada, a mediados de septiembre de 2024, de 2889 habitantes.
Es el centro administrativo del municipio.

## Demografía
|         | 2004 | 2005 | 2006 | 2007 | 2008 | 2009 | 2010 | 2011 | 2012 | 2024 |
| Mujeres | 1763 | 1732 | 1715 | 1688 | 1679 | 1668 | 1621 | 1569 | 1553 |      |
| Varones | 1708 | 1668 | 1635 | 1617 | 1610 | 1592 | 1554 | 1515 | 1503 |      |
| Total   | 3471 | 3400 | 3350 | 3305 | 3289 | 3260 | 3175 | 3084 | 3056 | 2889 |